# Wendel Dietterlin

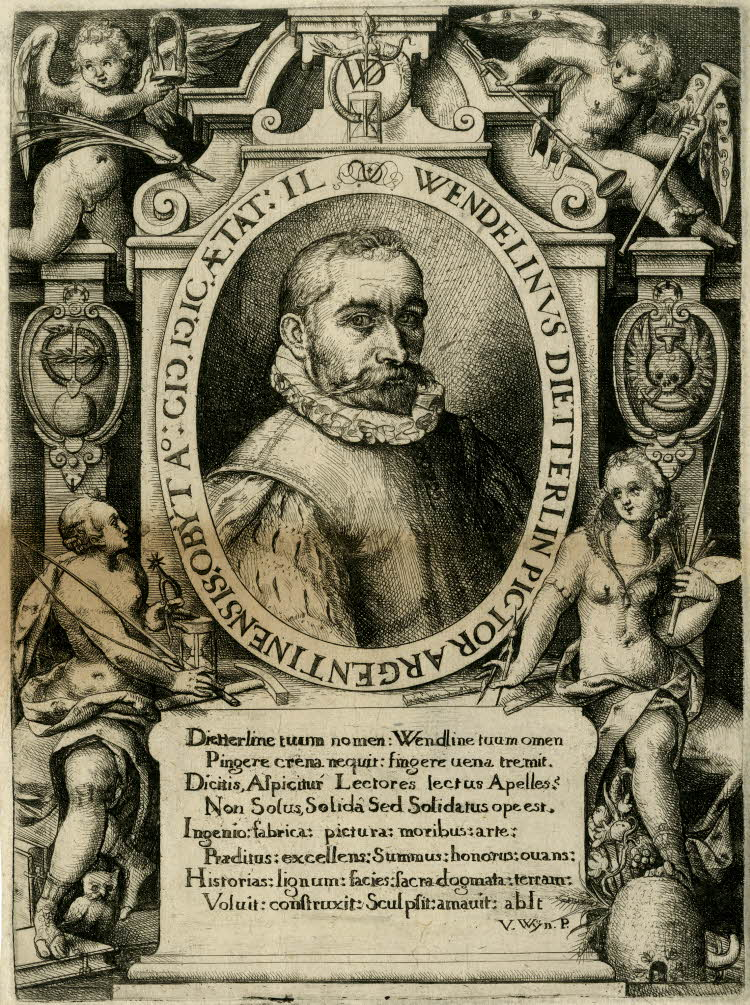
Impressão após seu autorretrato

Wendel Dietterlin (c.1550 – 1599), às vezes Wendel Dietterlin, o Velho, para distingui-lo de seu filho, foi um pintor maneirista alemão, gravador e teórico da arquitetura. A maioria das suas pinturas estão perdidas, e é mais conhecidopelo seu tratado sobre ornamentos arquitetónicos, Architectura, publicado na sua edição final em Nuremberg em 1598.

## Vida
Dietterlin nasceu em Pfullendorf, em Württemberg; o seu nome original era Grapp e pode ter sido membro de uma família de artistas na Suábia, passou a maior parte de sua vida em Estrasburgo (então Estrasburgo), onde se casou com Catharina Sprewer em 12 de novembro de 1570, e onde é conhecido por ter pintado afrescos para o Bruderhof, a residência do bispo, em 1575, mas ele é registado posteriormente em Hagenau em 1583 e em Oberkirch em 1589. Também trabalhou em grandes projetos em Stuttgart por algum tempo.  Morreu em Estrasburgo .

## Pinturas

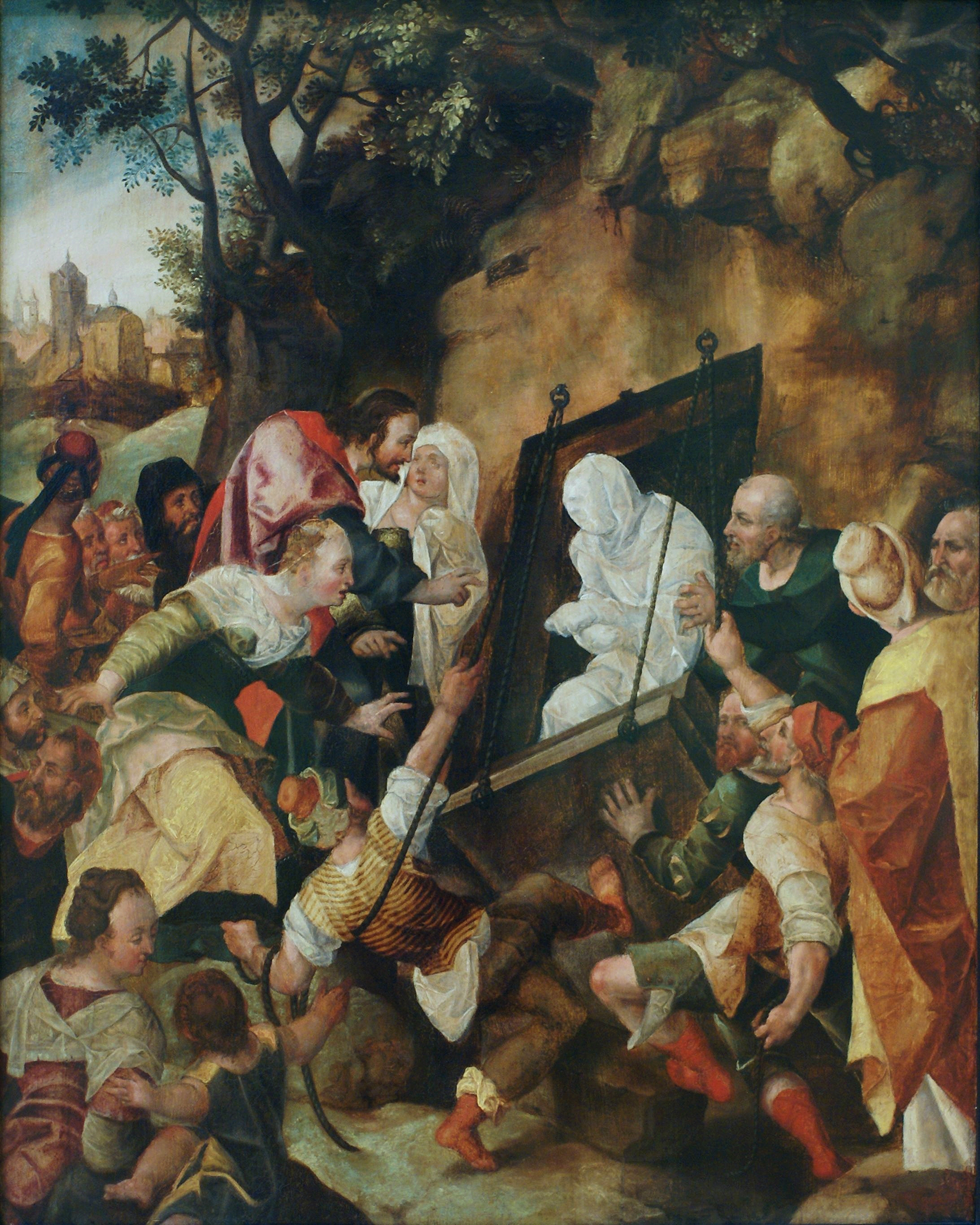
Ressurreição de Lázaro, 1587, sua única pintura conhecida que sobreviveu.

Em Estrasburgo, Dietterlin trabalhou na decoração do Neuer Bau (actualmente o edifício da Chambre de Commerce et d'Industrie) em 1589. Entre 1590 e 1592, foi empregado em Estugarda com a execução de uma grande pintura de tecto (57 metros de comprimento e 20 metros de largura) no salão superior do Neues Lusthaus, um edifício construído pelo Duque Ludwig de Württemberg para fins de entretenimento. Para lá do teto, Dietterlin pintou as paredes do salão. O Lusthaus renascentista foi posteriormente reconstruído várias vezes e quase totalmente substituído em 1845 pelo novo Hoftheater (que foi destruído num incêndio em 1902, quando foram descobertos alguns dos restos do edifício original), nada foi preservado das pinturas do salão, mas estão retratadas numa gravura de 1619 do pintor e gravador de Estrasburgo Friedrich Brentel mostrando o interior da grande sala.
Outras das suas pinturas são conhecidas por gravuras de Matthäus Greuter e do seu próprio neto Bartholomäus Dietterlin. O estilo, com "encurtamentos exagerados", parece influenciado por modelos do norte de Itália, como os frescos de Giulio Romano em Mântua, através de intermediários alemães.
A sua única pintura existente é uma Ressurreição de Lázaro (na Staatliche Kunsthalle Karlsruhe), assinada e datada de 1582 ou 1587.

## AArquitetura

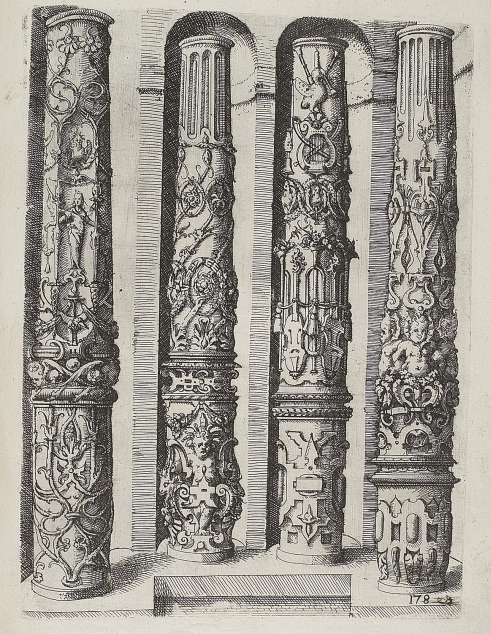
Colunas da ordem Composta na versão de Wendel Dietterlin. De Architectura, placa 178

Embora não tivesse o estatuto de arquitecto, auto-intitulando-se "pintor de Estrasburgo", Dietterlin é mais conhecido pelas numerosas gravuras (209 pranchas) e pelas variações bestiais do seu tratado sobre arquitectura, "Architectura". Da disposição, simetria e proporção dos cinco estilos ('Architectvra: Von Außtheilung, Symmetria vnd Proportion der Fünff Seulen').
Composta em Estugarda e dedicada a Conrad Schlossberger, esta obra foi publicada pela primeira vez em dois volumes em Estugarda e Estrasburgo em 1593-94 e reeditada em Augsburgo, depois, com pranchas adicionais, em Nuremberga em 1598. Posteriormente, foi reeditada várias vezes e traduzida para latim e francês entre os séculos XVII e XIX.
Seguindo o modelo do quarto livro de Sebastiano Serlio (Regras gerais de arquitectura, sobre os cinco modos de construção, a saber, cececano, dórico, jónico, coríntio e composto, com os exemplos da antiguidade, segundo a doutrina de Vitrúvio, tradução de Pieter Coecke van Aelst, Antuérpia, 1542) também retomado por Vignola (Regola delli cinque ordini d'architettura, 1562), o livro de Dietterlin está dividido em cinco partes correspondentes a tantas ordens arquitectónicas: a toscana, a dórica, a jónica, a coríntia e a composta.
Contudo, esta não é uma interpretação clássica e racional, no espírito do Alto Renascimento, da antiga herança Vitruviana. Pelo contrário, seguindo a linha maneirista da gruta dos pinheiros do castelo de Fontainebleau e do Livro Extraordinário de Serlio (1551), o tratado de Dietterlin leva ainda mais longe o anticlassicismo, a veia fantástica e a sobrecarga decorativa ao imaginar em particular portais pitorescos, "bestiários" e "rústicos" cuja execução em pedra parece inconcebível.
Foi através desta enxertia da pesquisa da primeira escola de Fontainebleau sobre a exuberância do gótico renano que Dietterlin, como outros artistas do norte da Europa, como Hans Vredeman de Vries, exerceu uma certa influência na evolução das formas artísticas. Para além do seu contributo imediato para a ornamentação maneirista na época de Rodolfo II de Habsburgo, a influência de Dietterlin pode também ser detectada em certas composições barrocas, nomeadamente em Portugal. Reconhecível, mas de forma muito diluída, em certas fachadas de casas (como a da Place Saint-Pierre, 29, em Bar-le-Duc, construída em 1604), o eco das gravuras de Dietterlin encontra-se sobretudo nos campos da marcenaria e da carpintaria, menos restritivos do que a arquitetura. A sua arte é comparável à dos artistas contemporâneos da Borgonha Hugues Sambin e Joseph Boillot, cujo trabalho sobre os "termos" ou elementos da arquitetura ele continuou com as suas famosas variações bestiais.